# Nancy Hogshead
Nancy Lynn Hogshead , po mężu Makar (ur. 17 kwietnia 1962 w Iowa City) – amerykańska pływaczka. Czterokrotna medalistka olimpijska z Los Angeles.
Największe sukcesy odnosiła w stylu dowolnym, choć startowała także w innych (na początku kariery w motylkowym). W Los Angeles zwyciężyła w wyścigu na 100 metrów kraulem (wspólnie z Carrie Steinseifer) oraz w dwóch sztafetach. Wcześniej zakwalifikowała się do reprezentacji na IO 80, ale Amerykanie zbojkotowali igrzyska w Moskwie. W 1978 zdobyła srebrny medal mistrzostw świata. Została przyjęta do International Swimming Hall of Fame.

## Starty olimpijskie
Los Angeles 1984
- 100 m kraulem, 4 × 100 m kraulem, 4 × 100 m zmiennym – złoto
- 200 m zmiennym – srebro